# Les Deux Amies (Marquet)
Pour les articles homonymes, voir Les Deux Amies.
Les Deux Amies est un tableau réalisé par le peintre français Albert Marquet en 1911. Cette huile sur toile représente deux femmes seulement vêtues de bas, l'une allongée sur le dos sur un divan, l'autre assise à même le sol au pied de ce dernier. Don d'Adèle et George Besson en 1963, l'œuvre fait partie des collections du musée national d'Art moderne, à Paris. Elle se trouve depuis 1972 en dépôt au musée des Beaux-Arts et d'Archéologie de Besançon, à Besançon, dans le Doubs.